# Polinomis d'Angelescu
En matemàtiques, els polinomis d'Angelescu πn(x) són generalitzacions dels polinomis de Laguerre introduïts per Aurel Angelescu donats per la funció generadora
{\displaystyle \displaystyle \phi \left({\frac {t}{1-t}}\right)\exp \left(-{\frac {xt}{1-t}}\right)=\sum _{n=0}^{\infty }\pi _{n}(x)t^{n}}